# 발리젤렌-우스터-라퍼스빌선
발리젤렌-우스터-라퍼스빌 철도 노선(Wallisellen–Uster–Rapperswil railway line)은 스위스 취리히주의 철도 노선이다. 글라트할반(Glatthalbahn), 글라탈반(Glatttalbahn) 또는 글라탈반(Glattalbahn, Gl-TB)으로도 알려져 있지만, 후자의 이름은 현재 인근 경전철 시스템인 슈타트반 글라탈을 지칭하는 데 더 일반적으로 사용된다.
이 노선은 취리히에서 빈터투어 노선, 우스터 및 라퍼스빌까지 분기되는 발리젤렌에서 시작된다. 취리히에서 출발하는 두 번째 링크는 취리히베르크 터널을 통해 뒤벤도르프 바로 앞 선에 합류하며 두 경로 모두 취리히에서 기차를 통해 사용된다. 이 노선은 또한 베치콘에서 에프레티콘에서 힌빌 노선으로, 그리고 뤼티에서 퇴스탈반과 교차한다. 라퍼스빌에서 그것은 취리히호 우안선, 라퍼스빌에서 치겔브뤼케선, 그리고 제담에서 쥐토스트반과 연결된다.
글라탈반이라는 이름은 글라탈 철도 또는 글라트 계곡 철도의 독일어이다. 글라트강은 그라이펜 호수에서 스위스 글라트펠덴으로 흐르는 라인강의 지류이다.

## 역사
발리젤렌에서 우스터까지의 철도 노선의 원래 구간은 글라탈반 회사에 의해 1856년에 개통되었다. 그 회사는 1년 후인 1857년 VSB(Vereinigte Schweizerbahnen)에 인수되었고, 그 회사는 라인을 라퍼스빌까지 확장했다. VSB는 1902년 스위스 연방 철도에 인수되었다. 우스터역의 원래 원형 건물은 보존되어 있다.
부비콘에서 발리젤렌 - 라퍼스빌 노선은 이전 외리콘-바우마 철도(UeBB)에 의해 건넜다. 부비콘에서 바우마 방향으로 이어지는 이 구간은 1948년에 폐쇄되었으며, 현재는 거의 남아 있지 않다. 외리콘으로 향하는 선은 동시에 크게 폐쇄되었지만, 짧은 스트레치는 여전히 사이딩으로 사용된다.

## 운행
오늘날 이 노선은 취리히 S-반 열차와 화물 운송을 제공한다.
이 노선은 발리젤렌에서 우스터까지의 복선이며, 그 다음에는 아아탈과 베치콘, 부비콘과 뤼티, 요나와 라퍼스빌 사이의 더 짧은 복선이 있는 단일 선로이다.
단일 S-반 라인이 발리젤렌에서 라퍼스빌까지의 전체 길이를 가로지르지는 않지만 적어도 6개의 라인이 라인의 일부를 가로질러 많은 역에 높은 빈도의 서비스를 제공한다.
다음 라인이 작동한다.
- S3 (뷜라흐 –) 하르트브뤼케 – 취리히 HB – 에프레티콘 – 베치콘
- S5 추크 – 아폴터른 암 알비스 – 취리히 HB – 우스터 – 베치콘 – 라퍼스빌 – 페피콘 SZ
- S9 (샤프하우젠 –) 라프츠 – 하르트브뤼케 – 취리히 HB – 우스터
- S14 아폴터른 암 알비스 – 취리히 HB – 외를리콘 – 우스터 – 베치콘 – 힌빌
- S15 니더베닝엔 – 하르트브뤼케 – 취리히 HB – 우스터 – 베치콘 – 라퍼스빌
- S26 빈터투어 – 바우마 – 뤼티 ZH